# Улица Краснофлотцев

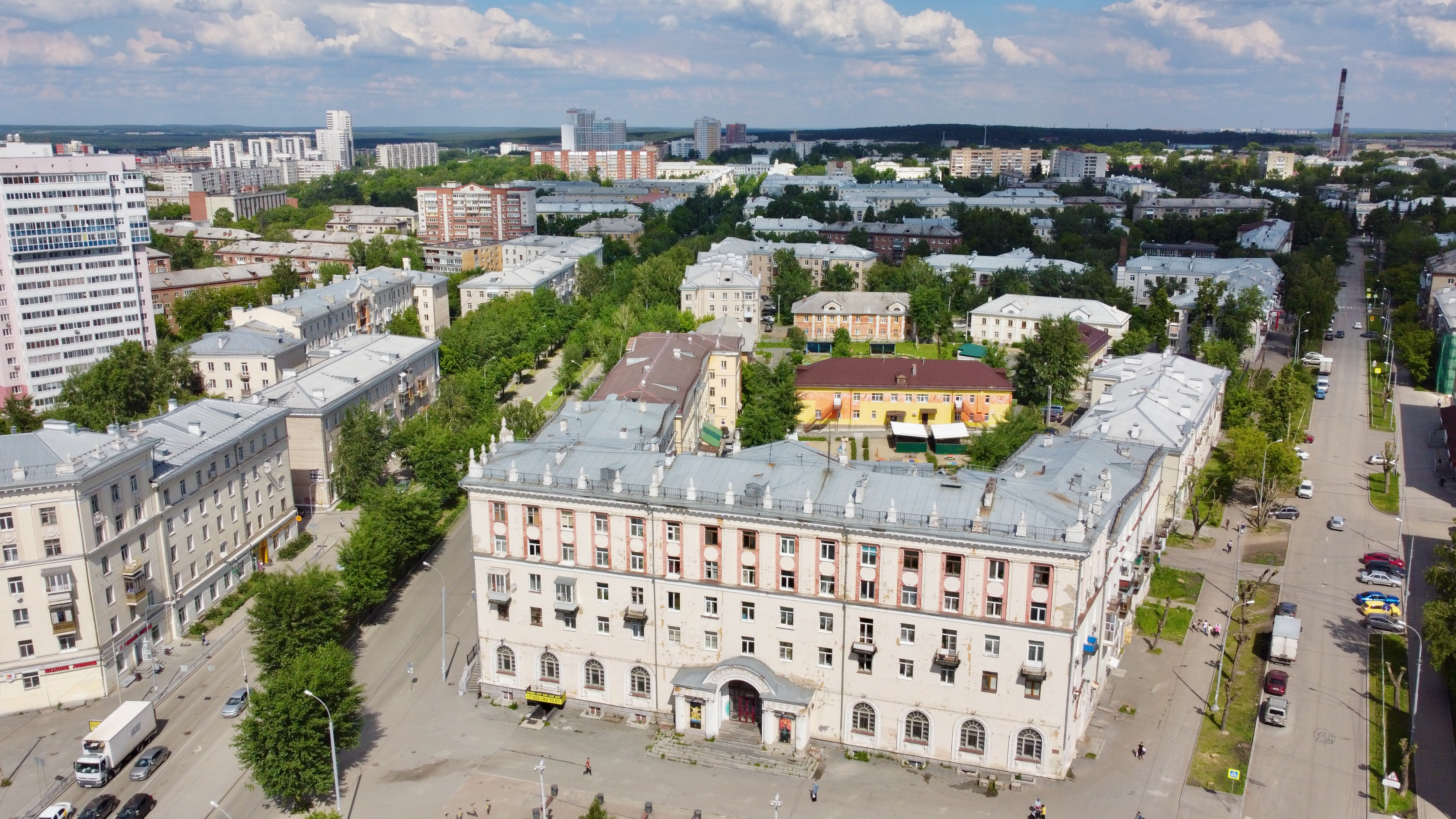
Кинотеатр «Заря» и улица Краснофлотцев

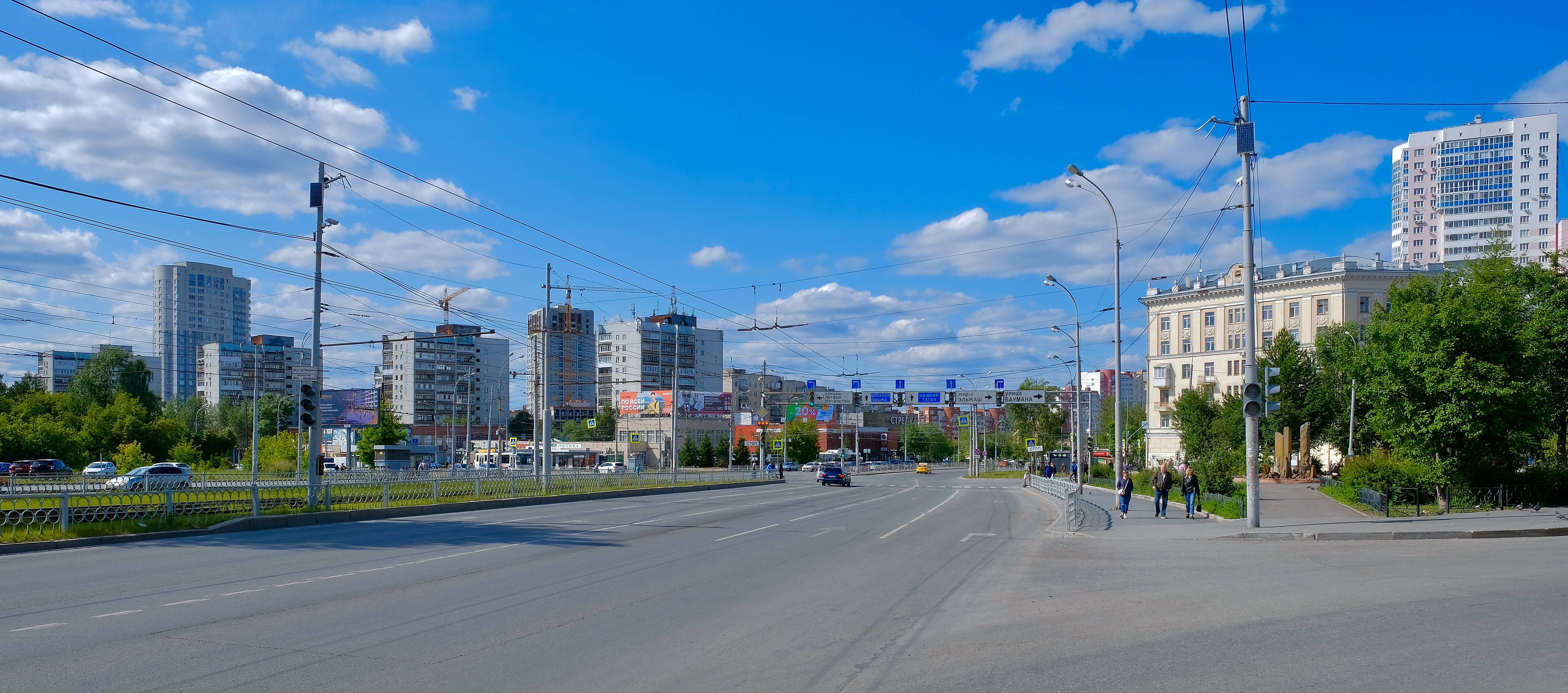
Перекрёсток с проспектом Космонавтов (на ближнем плане)

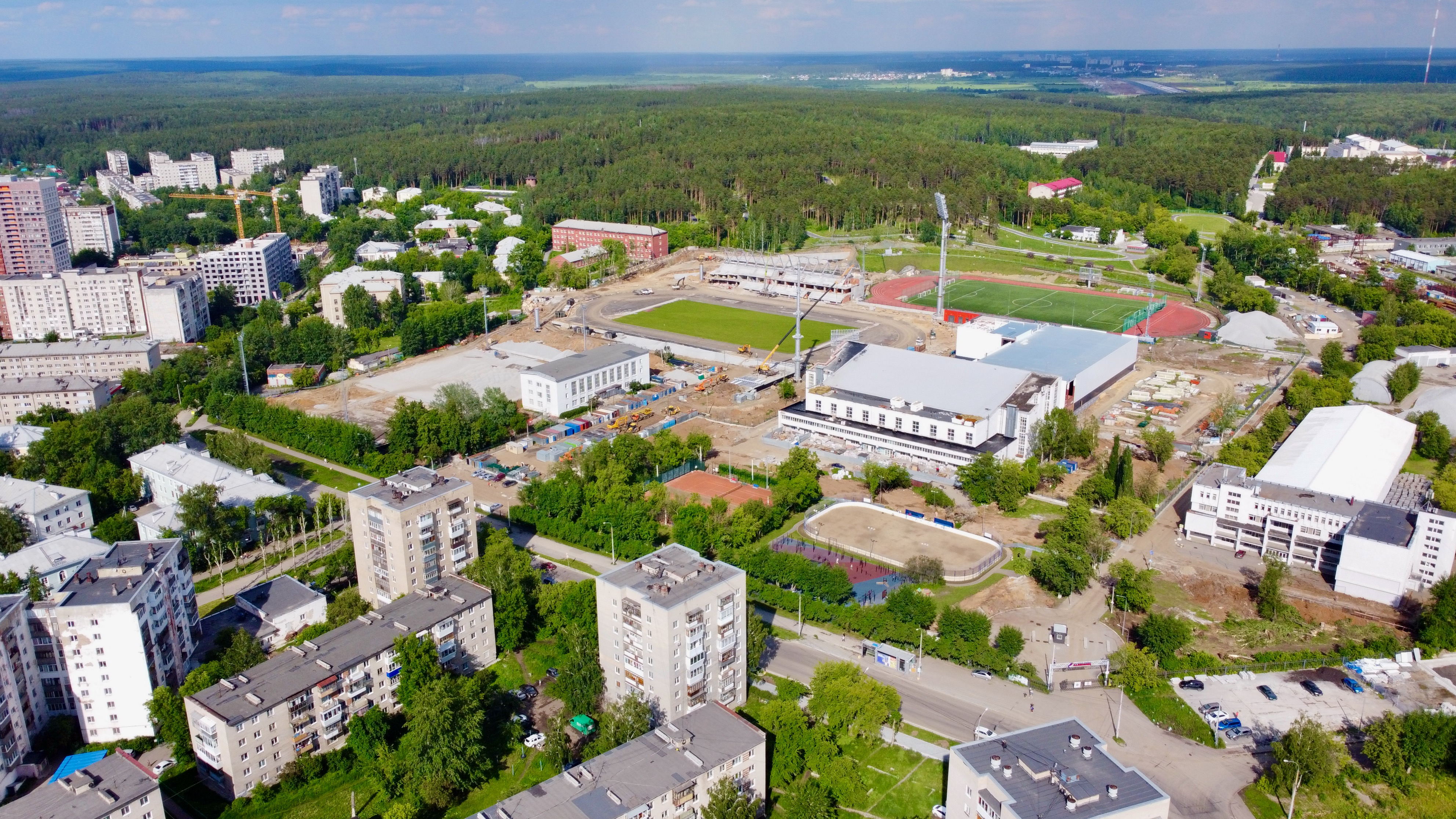
Спорткомплекс «Калининец»

Улица Краснофло́тцев — улица в жилом районе (микрорайоне) «Эльмаш» Орджоникидзевского административного района Екатеринбурга.

## Расположение и благоустройство
Улица начинается от пересечения с проспектом Космонавтов и проходит в восточном направлении, после пересечения с улицей Бабушкина поворачивает на 20° к северо-востоку; после пересечения с Донской улицей поворачивает на 30° к северу, затем после Таганской улицы поворачивает на аналогичное число градусов к востоку. Заканчивается улица Т-образным перекрёстком на пересечении с улицей Ползунова. Пересекается с улицами Бабушкина, Стачек, Старых Большевиков, Шефской, Балаклавским тупиком, Донской и Даниловской. К улице примыкают Черноморский переулок и Таганская улица.
Протяжённость улицы составляет 2,6 км. Ширина проезжей части — около 8 до 10 м (по одной полосе в каждую сторону движения), дальше улицы Таганской — около 6 м. На протяжении улицы имеется три светофора (на перекрёстках с улицами Бабушкина, Старых Большевиков, Шефской) и четыре нерегулируемых пешеходных перехода (напротив домов № 2 и № 8 и напротив перекрёстков с улицей Стачек, Черноморским переулком). С обеих сторон улица оборудована тротуарами (не на всём протяжении) и уличным освещением. Нумерация домов начинается от проспекта Космонавтов.

## История
Возникновение улицы связано с формированием и развитием соцгородка «Уралмашзавода» в 1930-х годах, позднее часть городка восточнее Пышминского тракта (современного проспекта Космонавтов) расширилась и обособилась в отдельный микрорайон (жилой район) «Эльмаш».
Улица впервые обозначена как существующая планируемая на плане Свердловска 1939 года, где она уже носит собственное название. На городском плане 1947 года улица Краснофлотцев показана застроенной на участке от улицы Бабушкина до улицы Таганской. Застроена мало- и многоэтажными жилыми домами типовых серий (этажностью до 9 этажей).

## Примечательные здания и сооружения
- № 3 — средняя общеобразовательная школа № 66.
- № 6б — детский сад № 523.
- № 8а — школа-интернат для слабовидящих детей № 78.
- № 28а — средняя общеобразовательная школа № 107.
- № 48а корпус 1 — бассейн «Калининец».
- № 48а корпус 2 — манеж «Калининец».
- № 49а — детский сад № 225

## Транспорт
Улица имеет небольшой участок с односторонним движением от её начала от проспекта Космонавтов до конца дома № 2 (около 150 м), с разрешённым направлением движения вглубь Эльмаша. Тем самым, выезд с улицы на проспект Космонавтов запрещён. На всей прочей протяжённости улицы автомобильное движение двустороннее.

### Наземный общественный транспорт
На участке между улицами Старых Большевиков и Таганской осуществляется движение троллейбуса № 16 и маршрутных такси № 08, 09, 59. Между улицами Старых Большевиков и Шефской проходят автобусные маршруты № 148, 149.
Улица Краснофлотцев пересекает улицу Старых Большевиков, по которой проходят маршруты трамваев № 2, 7, 14, 16, 17, 25, автобуса № 36, маршрутных такси № 033, 060. В районе перекрёстка есть остановки общественного транспорта «Краснофлотцев» различных направлений.

### Ближайшие станции метро
В 150 метрах севернее от начала улицы находится станция 1-й линии Екатеринбургского метрополитена  Уралмаш. Конечный участок улицы метрополитеном не охвачен.